# انور الغازی
انور الغازی (زادهٔ ۳ مهٔ ۱۹۹۵) بازیکن فوتبال اهل هلند است که در پست وینگر برای استون ویلا در لیگ برتر فوتبال انگلستان انگلستان بازی می‌کند.
الغازی پس از درخشش در آژاکس راهی لیل فرانسه شد و پس از یک فصل به استون ویلا قرض داده شد.
وی همچنین در تیم ملی فوتبال هلند بازی کرده‌است.
او از بوندس لیگا به علت حمایت از فلسطین اخراج شده‌است.